# 哈通帕塔山
12°51′30″S 75°12′53″W / 12.85833°S 75.21472°W
哈通帕塔山（Hatun Pata），是秘魯的山峰，位於該國中南部萬卡韋利卡大區，由萬卡韋利卡省的阿松森區負責管轄，屬於瓊塔山脈的一部分，海拔高度5,182米。